# René Henoumont
René Henoumont, né le 7 novembre 1922 à Herstal et mort le 9 septembre 2009 à Steenkerque, est un journaliste et écrivain belge francophone de culture wallonne.

## Biographie
Après des études d'art et d'archéologie, il s'engage dans la Résistance. 
Grâce à Hubert Rassart, homme politique socialiste et résistant qui joue un rôle dans la constitution d'un Gouvernement wallon séparatiste, il commence à travailler comme journaliste au Monde du travail, quotidien de gauche né de la Résistance. Il écrivit aussi pour Wallonie libre une nouvelle illustrée par Victor Hubinon, le dessinateur de Buck Danny.
De 1950 à 1953, il travaille comme journaliste à La Meuse. En mai 1952, il réalise une interview de Georges Simenon de retour d'Amérique. Après avoir travaillé également à l'INR et à la RTBF, à la modernisation desquels il participe à l'époque de l'Exposition universelle de 1958 il s'engage au Pourquoi pas ? (hebdo) en 1965 jusqu'à la disparition de celui-ci en 1988. Il travaille ensuite au Moustique dont il devient rédacteur en chef et au Soir Mag.
En décembre 2007, il inaugure la nouvelle bibliothèque communale centrale qui porte son nom, à Herstal, sa commune natale. Après sa mort, la bibliothèque dispose d'un Fonds René Henoumont, puisque l'écrivain a décidé de lui léguer toutes ses archives.
Amateur de jardinage et collectionneur de roses, il avoue être « un voleur de roses », qui prélève des boutures dans les jardins qui lui semblent abandonnés.
Il meurt le 9 septembre 2009 des suites d'une crise cardiaque, à Steenkerque (Hainaut), où il est inhumé.
René Henoumont est le cousin germain de Fredi Darimont, botaniste et homme politique belge, et l'évoque à plusieurs reprises dans ses écrits.

## Œuvres
- Romans
  - La maison dans le frêne, Duculot, Gembloux, 1979.
  - Le vieil Indien, Laffont, Paris, 1982.
  - La boîte à tartines, Laffont, Paris, 1984, puis Marabout.
  - L'été d'Éva Brialmont, Laffont, Paris 1986, puis Marabout.
  - Plages privées, Laffont, Paris, 1989.
  - Les épines noires, Ed. du Rocher, Monaco, 2002. Rééd. C16, Paris, 2003.
  - L'enclume aux grives, Ed. du Rocher, Paris, 2004.
  - La Tuile à loup, Ed. du Rocher, Paris, 2006.
- Chroniques, essais
  - Histoires de pipes, Pourquoi pas ?, 1976.
  - Mes Biens Aimés Bandits d'Ardenne, Duculot, Gembloux, 1978.
  - Charlier Jambe-de-Bois, Legrain, Bruxelles 1983.
  - Les étonnements d'Henri-Léon, Legrain, Bruxelles, 1983.
  - Un oiseau pour le chat (illustré par Serge Creuz), Pourquoi pas ?, 1979,  Bibliothèque Duculot, Gembloux, 1987.
  - Café liégeois, Bibliothèque Duculot, Gembloux, 1987.
  - Légendes et contes d'Ourthe et d'Amblève, Legrain, Bruxelles, 1988.
  - Des amours de papier : Mémoires impertinentes [sic], Duculot, Gembloux, 1990.
  - Au bonheur des Belges, Éd. du Rocher, Paris, 1992.
  - Loin de l'Ardenne, Éd. du Rocher, Paris, 1994.
  - Le jardin secret du roi, Éd. du Rocher, Paris, 1996.
  - Un jardin à la campagne (tome 1), Éd. du Rocher, Paris, 1997.
  - Allons voir si la rose (Un jardin à la campagne, tome 2), Ed. Racine, Bruxelles, 1998.
  - Le passage d'eau, Éd. du Rocher, Paris, 1998.
  - Le jardin dans le frêne (Un jardin à la campagne, tome 3), Ed. Racine, Bruxelles, 1999.
  - Edmond Dauchot : le photographe de l'Ardenne d'autrefois, introduction de Georges Vercheval, avec un témoignage de R. Henoumont et une postface d'André Dhôtel, La Renaissance du livre, Tournai, 2000.
  - Un regard distrait, Éd. du Rocher, Paris, 2000.
- Les enquêtes du commissaire Fluet
  - La mort d'Irma, Legrain, Bruxelles 1986.
  - Le libraire de la Place Saint-Paul, Legrain, 1987.
  - Les vieux fusils, Legrain, Bruxelles 1987.
  - La cabane du Négus, Ed. Racine. 2002
- Contes et récits
  - Le canif à six lames, Bernard Gilson Éditeur, SPRL Pré aux Sources, Belgique, mars 2007.
- Récit de nature
  - Le jeune homme et la rivière, Bernard Gilson Éditeur, SPRL Pré aux Sources, avril 2008.

## Prix et hommages
René Henoumont a obtenu les prix suivants, :
- Grand Prix des Écrivains wallons de l'Association royale des Écrivains et Artistes de Wallonie ;
- Prix de journalisme du Conseil Culturel de la Communauté Française, 1978 ;
- Prix Félix Denayer de l'Académie royale de langue et de littérature françaises de Belgique, 1983, pour ses romans autobiographiques[6] ;
- Meilleur livre belge, Prix Point de Mire de la Radio-télévision belge de la Communauté française, 1984 ;
- Prix du Cercle belge de la librairie, 1984 ;
- Prix de la Société belge des auteurs, compositeurs et éditeurs, 1985 ;
- Prix Charles Plisnier, 1994, pour son essai Au bonheur des Belges[7] ;
- Prix George Garnir de l'Académie royale de langue et de littérature françaises de Belgique, 1996, pour son recueil L'Ardenne aux loups[8] ;
- Prix de la Pensée wallonne, 2001 ;
- Prix Consécration de la Province de Liège, 2002.

En octobre 2007, la bibliothèque communale centrale d'Herstal est nommée en son honneur.
En 2021, une rue du village de Filot, sur la commune de Hamoir, village natal de son père souvent évoqué dans l'œuvre de René Henoumont, reçoit son nom.